# Делиград
Делиград је насеље у Србији у општини Алексинац у Нишавском округу. Према попису из 2022. било је 120 становника (према попису из 1991. било је 255 становника).
Овде је 1806. године била Битка на Делиграду (1806), а 1813. Битка на Делиграду (1813).
Спомен-црква на Делиграду је освећена 12. маја 1935.

## Историја
У Делиграду се налазило утврђење око кога су се водиле значајне битке почетком 19. века, у оба српска устанка. Стари назив насеља је Јабуковац.
Указом Краља од 3. фебруара 1927. године насеље је добило статус варошице.

## Демографија
У насељу Делиград живи 180 пунолетних становника, а просечна старост становништва износи 48,8 година (45,1 код мушкараца и 51,7 код жена). У насељу има 77 домаћинстава, а просечан број чланова по домаћинству је 2,74.
Ово насеље је скоро у потпуности насељено Србима (према попису из 2002. године), а у последња три пописа, примећен је пад у броју становника.
|  |

| Демографија | Демографија | Демографија |
| Година      | Становника  | Становника  |
| ----------- | ----------- | ----------- |
| 1948.       | 492         |             |
| 1953.       | 486         |             |
| 1961.       | 437         |             |
| 1971.       | 355         |             |
| 1981.       | 318         |             |
| 1991.       | 255         | 253         |
| 2002.       | 211         | 219         |

| Етнички састав према попису из 2002.‍ | Етнички састав према попису из 2002.‍ | Етнички састав према попису из 2002.‍ | Етнички састав према попису из 2002.‍ | Етнички састав према попису из 2002.‍ |
| ------------------------------------ | ------------------------------------ | ------------------------------------ | ------------------------------------ | ------------------------------------ |
|                                      |                                      |                                      |                                      |                                      |
| Срби                                 | Срби                                 |                                      | 210                                  | 99,52%                               |
| непознато                            | непознато                            |                                      | 1                                    | 0,47%                                |

| Година пописа     | 1948. | 1953. | 1961. | 1971. | 1981. | 1991. | 2002. |
| ----------------- | ----- | ----- | ----- | ----- | ----- | ----- | ----- |
| Број домаћинстава | 99    | 104   | 110   | 106   | 104   | 92    | 77    |

| Број чланова      | 1  | 2  | 3 | 4  | 5 | 6 | 7 | 8 | 9 | 10 и више | Просек |
| ----------------- | -- | -- | - | -- | - | - | - | - | - | --------- | ------ |
| Број домаћинстава | 23 | 23 | 6 | 10 | 8 | 5 | 2 | 0 | 0 | 0         | 2,74   |

| Пол    | Укупно | Неожењен/Неудата | Ожењен/Удата | Удовац/Удовица | Разведен/Разведена | Непознато |
| ------ | ------ | ---------------- | ------------ | -------------- | ------------------ | --------- |
| Мушки  | 82     | 23               | 49           | 9              | 1                  | 0         |
| Женски | 104    | 17               | 50           | 34             | 3                  | 0         |
| УКУПНО | 186    | 40               | 99           | 43             | 4                  | 0         |

| Пол    | Укупно                    | Пољопривреда, лов и шумарство | Рибарство                            | Вађење руде и камена | Прерађивачка индустрија       |
| ------ | ------------------------- | ----------------------------- | ------------------------------------ | -------------------- | ----------------------------- |
| Мушки  | 61                        | 39                            | 0                                    | 0                    | 10                            |
| Женски | 39                        | 32                            | 0                                    | 0                    | 2                             |
| УКУПНО | 100                       | 71                            | 0                                    | 0                    | 12                            |
| Пол    | Производња и снабдевање   | Грађевинарство                | Трговина                             | Хотели и ресторани   | Саобраћај, складиштење и везе |
| Мушки  | 0                         | 6                             | 4                                    | 0                    | 0                             |
| Женски | 0                         | 1                             | 1                                    | 0                    | 0                             |
| УКУПНО | 0                         | 7                             | 5                                    | 0                    | 0                             |
| Пол    | Финансијско посредовање   | Некретнине                    | Државна управа и одбрана             | Образовање           | Здравствени и социјални рад   |
| Мушки  | 0                         | 0                             | 1                                    | 1                    | 0                             |
| Женски | 0                         | 0                             | 0                                    | 2                    | 1                             |
| УКУПНО | 0                         | 0                             | 1                                    | 3                    | 1                             |
| Пол    | Остале услужне активности | Приватна домаћинства          | Екстериторијалне организације и тела | Непознато            | Непознато                     |
| Мушки  | 0                         | 0                             | 0                                    | 0                    | 0                             |
| Женски | 0                         | 0                             | 0                                    | 0                    | 0                             |
| УКУПНО | 0                         | 0                             | 0                                    | 0                    | 0                             |